# Spiranthes parksii
Spiranthes parksii är en orkidéart som beskrevs av Donovan Stewart Correll. Spiranthes parksii ingår i släktet skruvaxsläktet, och familjen orkidéer. Inga underarter finns listade i Catalogue of Life.